# Churston Ferrers
Churston Ferrers är en ort och en unparished area i distriktet Torbay, i grevskapet Devon i England. Orten är belägen 5 km från Dartmouth. Churston Ferrers var en civil parish fram till 1968 när blev den en del av Torbay och Kingswear. Civil parish hade 1 582 invånare år 1961. Byn nämndes i Domedagsboken (Domesday Book) år 1086, och kallades då Cerecetone/Cercitona.